# Eubacterium ventriosum
Eubacterium ventriosum è una specie di batterio appartenente alla famiglia delle Eubacteriaceae.